# Myrmica elbrusi
Myrmica elbrusi is een mierensoort uit de onderfamilie van de Myrmicinae. De wetenschappelijke naam van de soort is voor het eerst geldig gepubliceerd in 2012 door Radchenko & Yusupov.

## Etymologie
De soort is vernoemd naar de bergregio van de Elbrus waar de soort voorkomt.